# 猪郷久義
猪郷 久義（いごう ひさよし、1932年〈昭和7年〉10月16日 - 2019年〈令和元年〉11月22日）は、日本の地質学者。筑波大学名誉教授。元日本古生物学会会長。

## 略歴
神奈川県川崎市出身。東京都立大泉高校を経て、1949年に東京教育大学理学部地学科地質学鉱物学専攻に進学し、藤本治義教授に師事する。卒業後は東京教育大学大学院理学研究科の修士・博士課程に進み、1960年同大学院理学部博士課程を修了する。
イリノイ州立地質調査所特別副地質技師、目白学園女子短期大学助教授、教授、1968年東京教育大学助手、筑波大学助教授、教授。96年定年退官、名誉教授、国立科学博物館客員研究員、自然史科学研究所所長。多摩六都科学館特別研究員。1993年日本古生物学会会長。2011年日本地質学会名誉会員。位階勲等瑞宝中綬章、従四位。

## 著書

### 単著
- 『風景の科学 名勝と成因』保育社〈カラー自然ガイド 29〉、1975年7月。 NCID BN08313162。全国書誌番号:69005809。
- 『古生物コノドント 四億年を刻む化石』日本放送出版協会〈NHKブックス 358〉、1979年12月。 NCID BN02191459。全国書誌番号:80010472。
- 『ビジュアル探検図鑑日本列島 地層・地形・岩石・化石』岩崎書店、2009年3月。ISBN 978-4265059591。 NCID BA89993946。全国書誌番号:21558112。

### 編集
- 『現代の地球科学』朝倉書店、1982年4月。ISBN 978-4254160093。 NCID BN00188497。全国書誌番号:82029945。

### 共著
- 木村達明、猪郷久義『化石の手帖 過去との対話のハンドブック』講談社〈ブルーバックス B-369〉、1978年11月。 NCID BN02566154。全国書誌番号:79003664。
- 佐藤正、猪郷久義『地球の科学』保育社〈カラーブックス 450〉、1978年12月。 NCID BN03679790。全国書誌番号:79003043。

### 共訳
- ズデネック・スピナール 著、猪郷久義・小池敏夫 訳『図鑑 人類以前』ズデニェク・ブリアン画、徳間書店、1974年12月。 NCID BN02933517。全国書誌番号:69003510。

### 共編著
- 猪郷久義・菅野三郎・新藤静夫・渡部景隆 編『関東地方』（改訂版）朝倉書店〈日本地方地質誌 3〉、1980年11月。ISBN 978-4254165111。 NCID BN00471603。全国書誌番号:81008387。

### 監修
- 宮野敬、宮野素美子『地学英和用語辞典』愛智出版、1998年5月。ISBN 978-4872564037。 NCID BA36625489。全国書誌番号:99013323。
- 『地球・気象』猪郷久義・饒村曜監修、学習研究社〈ニューワイド学研の図鑑〉、2001年12月。ISBN 978-4055004220。 NCID BA54548095。全国書誌番号:20218636。
  - 『地球・気象』猪郷久義・饒村曜監修（増補改訂）、学習研究社〈ニューワイド学研の図鑑〉、2008年12月。ISBN 978-4052029974。 NCID BA90028747。全国書誌番号:21525895。
- 『地球のひみつ』大岩ピュンまんが、学習研究社〈学研まんが新ひみつシリーズ〉、2006年12月。ISBN 978-4052027192。 NCID BB04627153。全国書誌番号:21142749。
- 『なりたち・しくみがよくわかる できかた図鑑』猪郷久義・的川泰宣・室伏きみ子・菱山康雄・武田康男監修、PHP研究所、2011年3月。ISBN 978-4569781310。 NCID BB06727035。全国書誌番号:21915892。
- イ・グワンウン文、イ・ヘジョ絵『Why？地球のなぜ』学研教育出版〈まんが科学百科 05〉、2011年12月。ISBN 978-4052034435。 NCID BB08204570。全国書誌番号:22025838。
- 『なぜ、自然災害が多いの？ 日本列島の大研究 なりたち、地形から気候まで』PHP研究所、2012年6月。ISBN 978-4569782324。 NCID BB09979180。全国書誌番号:22088829。
- 『なぜ？の図鑑』阿部和厚・猪郷久義・今泉忠明・大場達之・岡島秀治・小宮輝之・竹内龍人・饒村曜・松原聰・真鍋真・吉川真監修、学研教育出版〈ニューワイド学研の図鑑i〉、2012年6月。ISBN 978-4052037726。 NCID BB13230922。全国書誌番号:22273426。
- 『地球にいた生き物たち 生命38億年大図鑑 絶滅と進化がよくわかる！』PHP研究所、2013年5月。ISBN 978-4569783222。 NCID BB13481809。全国書誌番号:22255190。
- 『謎の図鑑』阿部和厚・猪郷久義・今泉忠明・大場達之・岡島秀治・小宮輝之・竹内龍人・饒村曜・松原聰・真鍋真・吉川真監修、学研教育出版〈ニューワイド学研の図鑑i〉、2013年7月。ISBN 978-4052037726。 NCID BB13230922。全国書誌番号:22273426。
- 『地球』猪郷久義・饒村曜監修、学研プラス〈学研の図鑑LIVE 12〉、2016年9月。ISBN 978-4052044274。 NCID BB22334157。全国書誌番号:22787624。
- 『地球・宇宙』吉川真・猪郷久義・饒村曜監修〈学研の図鑑LIVE POCKET 21〉、2021年7月。ISBN 978-4052052811。 NCID BC08553453。全国書誌番号:23564037。
- 『地図からわかる日本』猪郷久義・今泉忠明・木村真冬監修、学研教育出版〈ニューワイドずかん百科〉、2012年10月。ISBN 978-4052036347。 NCID BB1149537X。全国書誌番号:22146089。
- 『生命の歴史えほん』PHP研究所〈生命の歴史えほん〉、2017年7月。ISBN 978-4569786452。 NCID BB24411146。全国書誌番号:22904842。

## 論文
- Cinii